# Port Alfred
Port Alfred è un centro abitato del Sudafrica, situato nella provincia del Capo Orientale.